# The 6 Level Purge
The 6 Level Purge är en EP med det norsk/tjeckiska brutal death metal-bandet Diphenylchloroarsine. EP:n utgavs 2015 av det brittiska skivbolaget Rotten Music.

## Låtförteckning
1. "LVL1 Contamination" – 6:23
2. "LVL2 Incubation" – 4:06
3. "LVL3 Infection" – 5:02
4. "LVL4 Eruption" – 4:28
5. "LVL5 Isolation" – 3:58
6. "LVL6 Extermination" – 5:09

## Medverkande
Musiker (Diphenylchloroarsine-medlemmar)
- Mats Funderud – gitarr, trumprogrammering
- Paul – sång
- Benjamin Wingmark – basgitarr, sång, trumprogrammering

Bidragande musiker
- Martin Funderud († 2017) – sång (spår 3)
- Secthdamon (Tony Ingebrigtsen) – sång (spår 3)

Produktion
- Mats Funderud & Benjamin Wingmark – ljudmix, mastering
- Sidjimbe Art – omslagskonst
- Christian Wulf Designs – logo